# Robert Prosinečki
Robert Prosinečki, hrvaški nogometaš, * 12. januar 1969, Schwenningen, Zahodna Nemčija.
Že kot mladinec je Prosinečki odšel iz zagrebškega Dinama v beograjsko Crveno Zvezdo. Z zlato generacijo jugoslovanskega nogometa je leta 1987 postal svetovni mladinski prvak. Leta 1998 je s hrvaško nogometno reprezentanco osvojil bronasto medaljo na svetovnem nogometnem prvenstvu v Franciji.
Leta 2022 je bil trener Olimpije, pred tem je vodil tudi Crveno zvezdo, azerbajdžansko reprezentanca, reprezentanco Bosne in Hercegovine ter turška kluba Kayserispor in Denizlispor.